# Estadio 9 de Mayo
Das Estadio 9 de Mayo (deutsch Stadion des 9. Mai) ist ein Fußballstadion in der ecuadorianischen Stadt Machala, Provinz El Oro. Es ist die Heimspielstätte der Fußballclubs Club Deportivo Audaz Octubrino und Fuerza Amarilla Sporting Club. Die Anlage bietet Platz für 16.500 Zuschauer (andere Quellen sprechen von 10.000 Plätzen) und wurde am 9. Mai 1955 eröffnet. Bis zu seinem Ausbau ab 1973 fasste es anfangs nur 5.000 Plätze. 1974 wurde das Stadion wiedereröffnet. Knapp 20 Jahre später fanden einige Spiele der Copa América 1993 im Stadion statt. 2001 wurde das Stadion erneut um- und ausgebaut. Im gleichen Jahr fanden drei Spiele der U-20-Südamerikameisterschaft im Stadion statt.